# پاسو دل ری
پاسو دل ری (به اسپانیایی: Paso del Rey) شهری در کشور آرژانتین، استان بوئنوس آیرس است که در سال ۲۰۰۹ میلادی، حدود ۴۱٬۷۷۵ نفر جمعیت داشته است.